# Kolodiivka, Camenița
Kolodiivka (în ucraineană Колодіївка) este o comună în raionul Camenița, regiunea Hmelnîțkîi, Ucraina, formată numai din satul de reședință.

## Demografie
Componența lingvistică a comunei Kolodiivka
     Ucraineană (98,85%)
     Rusă (1,06%)
     Alte limbi (0,1%)
Conform recensământului din 2001, majoritatea populației comunei Kolodiivka era vorbitoare de ucraineană (98,85%), existând în minoritate și vorbitori de rusă (1,06%).